# Herbita subapicalis
Herbita subapicalis là một loài bướm đêm trong họ Geometridae.